# 내슈빌 메트로스
내슈빌 메트로스(Nashville Metros)는 미국 테네시주 내슈빌에 기반을 둔 축구 팀이었다. 1989년에 창단된 이 팀은 가장 최근에는 미국 사커 피라미드의 4부 리그인 프리미어 디벨롭먼트 리그 (PDL) 동부 콘퍼런스 사우스 애틀랜틱 디비전에서 뛰었다. 메트로스는 2012년 마지막 시즌까지 유나이티드 사커 리그에서 가장 오랫동안 지속적으로 활동한 축구 클럽이었다.
이 팀의 후반기에는 에젤 파크와 E. S. 로즈 파크에서 홈 경기를 치렀다.

## 역사
내슈빌 메트로스는 Lynn Agee와 Devinder Sandhu가 창단하여 1990년 선벨트 인디펜던트 사커 리그에서 실내축구 경기를 시작했다. 시설 부족으로 팀은 첫 시즌 전체를 원정에서 치른 후 스머나에 정착했다. 메트로스는 1996년까지 실내 경기를 계속했지만 6시즌 동안 6경기만 이겼다. 같은 기간 동안 야외 팀은 USL의 아마추어 프리미어 리그에서 훨씬 좋은 결과를 얻었다. 내슈빌의 첫 승리 시즌은 1995년에 12승 6패를 기록하며 첫 플레이오프 진출을 달성했다. 1996년 팀에서는 메트로스의 Pasi Kinturi가 리그 최다인 19골을 기록하며 그 시즌의 리그 MVP로 선정되었다.
메트로스는 1997년에 2부 리그인 A-League로 승격했다. 내슈빌과 프랭클린에 있는 여러 고등학교 및 시립 경기장에서 몇 년 동안 경기를 치른 후, 팀은 새로운 홈 구장인 Ezell Park에 정착했다. 내슈빌은 1998년 대회에서 U.S. Open Cup에 처음으로 출전하여 3부 리그 팀인 Delaware Wizards를 완파하고 캔자스시티 위저즈와의 경기에 진출했다. 메이저 리그 사커 팀과의 경기에서 크게 약체로 예상되었던 메트로스는 열광적인 홈 관중 앞에서 1부 리그 팀을 상대로 승리하며 대회의 이변을 일으켰다. 내슈빌은 결국 8강전에서 MLS의 FC 댈러스에게 패했다.
1999년 재정난으로 인해 클럽은 재편성을 할 수밖에 없었다. 팀은 테네시 리듬으로 이름을 바꾸고 내슈빌에서 프랭클린으로 옮겼지만, 2001년에 원래 경기장으로 돌아왔고 동시에 원래 이름으로 복귀했다. 이 시기에는 2000년 U.S. Open Cup에서 FC 댈러스와의 재대결에서 실패했고 2001년 대회에서 로스앤젤레스 갤럭시와 전국 TV 중계 경기를 치렀다. 2002년에 메트로스는 Ezell Park의 기자석 부족과 같은 표준 이하의 시설로 인해 A-League에서 프리미어 디벨롭먼트 리그로 강등되었다.
1994년 첫 플레이오프 진출을 시작으로 내슈빌은 이후 11년 동안 8번의 플레이오프 진출을 기록했다.

## 선수 명단

### 최종 명단
출처
참고: FIFA 자격 규정에 따라 소속된 국가대표팀 국기를 표시합니다. 선수는 복수의 FIFA 비회원국 국적을 가지고 있을 수 있습니다.
| 번호 | 포지션 | 국적              | 이름 |
| ---- | ------ | ----------------- | ---- |
| GK   |        | 제임스 홀트       |      |
| DF   |        | 삼부 탐바         |      |
| DF   |        | 베 레앙드르 파콤  |      |
| DF   |        | 삼바 아마두 바    |      |
| DF   |        | 기프트 은담       |      |
| MF   |        | 에브리마 은지     |      |
| MF   |        | 일라이저 야즈다니 |      |
| MF   |        | 만두 보장         |      |
| MF   |        | 키어런 맥패든     |      |
| FW   |        | 프란시스코 마시엘 |      |
| MF   |        | 에드윈 브라이언   |      |
| DF   |        | 닉 다익스         |      |

| 번호 | 포지션 | 국적                  | 이름 |
| ---- | ------ | --------------------- | ---- |
| DF   |        | 조모 크롬웰           |      |
| FW   |        | 윌리엄 더거           |      |
| MF   |        | 오시리스 발레         |      |
| MF   |        | 스테판 바지리         |      |
| FW   |        | 오마르 압디아지즈     |      |
| MF   |        | J. J. 잭슨            |      |
| DF   |        | 매슈 리드             |      |
| FW   |        | 빅토르 갈리시아       |      |
| MF   |        | 압디카디르 N 모하메드 |      |
| DF   |        | 호세 카데나스         |      |
| MF   |        | 키건 테리             |      |
| FW   |        | 말랑 파티             |      |
| GK   |        | 조던 워너             |      |

### 주목할 만한 전 선수들
주목할 만한 전 선수 목록에는 팀에서 뛴 후 프로 축구 선수로 활동한 선수 또는 팀에 합류하기 전에 프로 선수로 활동했던 선수가 포함된다.
- 제이 에이어스
- 카이노아 베일리
- 칼린 반코프
- 트레버 뱅크스
- 이안 보더스
- 존 부시
- 대니 디발
- 태너 레든
- 게이브 이스트만
- 앨버트 에드워드
- 존 존스
- 파시 킨투리
- 패트릭 파커
- 스티브 클라인
- 토니 콘
- 자멜 미첼
- 리처드 멀루니
- 디미트리 샤무틴
- J. P. 로드리게스
- 대릴 새틀러

## 년도별 성적
| 년도 | 디비전 | 리그           | 정규 시즌            | 플레이오프      | 오픈컵    |
| ---- | ------ | -------------- | -------------------- | --------------- | --------- |
| 1991 | N/A    | SISL           | 4위, 사우스이스트    | 진출 실패       | 참가 안함 |
| 1992 | N/A    | USISL          | 5위, 사우스이스트    | 진출 실패       | 참가 안함 |
| 1993 | N/A    | USISL          | 6위, 사우스이스트    | 진출 실패       | 참가 안함 |
| 1994 | 3      | USISL          | 5위, 미드사우스      | 디비전 준결승   | 참가 안함 |
| 1995 | 4      | USISL 프리미어 | 3위, 이스턴          | 디비전 준결승   | 진출 실패 |
| 1996 | 4      | USISL 프리미어 | 4위, 이스턴 노던     | 디비전 결승     | 진출 실패 |
| 1997 | 2      | USISL A-리그   | 2위, 센트럴          | 디비전 준결승   | 진출 실패 |
| 1998 | 2      | USISL A-리그   | 1위, 센트럴          | 컨퍼런스 8강    | 8강       |
| 1999 | 2      | USL A-리그     | 6위, 센트럴          | 진출 실패       | 진출 실패 |
| 2000 | 2      | USL A-리그     | 5위, 센트럴          | 진출 실패       | 2라운드   |
| 2001 | 2      | USL A-리그     | 4위, 센트럴          | 1라운드         | 2라운드   |
| 2002 | 4      | USL PDL        | 4위, 미드 사우스     | 1라운드         | 진출 실패 |
| 2003 | 4      | USL PDL        | 3위, 미드 사우스     | 진출 실패       | 진출 실패 |
| 2004 | 4      | USL PDL        | 4위, 미드 사우스     | 컨퍼런스 준결승 | 진출 실패 |
| 2005 | 4      | USL PDL        | 5위, 미드 사우스     | 진출 실패       | 진출 실패 |
| 2006 | 4      | USL PDL        | 5위, 사우스 애틀랜틱 | 진출 실패       | 진출 실패 |
| 2007 | 4      | USL PDL        | 7위, 사우스이스트    | 진출 실패       | 진출 실패 |
| 2008 | 4      | USL PDL        | 7위, 사우스이스트    | 진출 실패       | 진출 실패 |
| 2009 | 4      | USL PDL        | 7위, 사우스이스트    | 진출 실패       | 진출 실패 |
| 2010 | 4      | USL PDL        | 7위, 사우스이스트    | 진출 실패       | 진출 실패 |
| 2011 | 4      | USL PDL        | 5위, 사우스이스트    | 진출 실패       | 진출 실패 |
| 2012 | 4      | USL PDL        | 4위, 사우스 애틀랜틱 | 진출 실패       | 진출 실패 |

### 실내
| 년도    | 디비전 | 리그       | 정규 시즌         | 플레이오프 |
| ------- | ------ | ---------- | ----------------- | ---------- |
| 1990/91 | N/A    | SISL 실내  | 9위, 사우스이스트 | 진출 실패  |
| 1991/92 | N/A    | USISL 실내 | 4위, 사우스이스트 | 진출 실패  |
| 1992/93 | N/A    | USISL 실내 | 4위, 사우스이스트 | 플레이오프 |
| 1993/94 | N/A    | USISL 실내 | 6위, 사우스이스트 | 진출 실패  |
| 1994/95 | N/A    | USISL 실내 | 4위, 미드 사우스  | 진출 실패  |
| 1995/96 | N/A    | USISL 실내 | 7위, 사우스이스트 | 진출 실패  |

## 수상
- USISL A-리그
  - 센트럴 컨퍼런스 챔피언 (1): 1998

## 감독
- 그렉 페테르센 (1998–1999)
- 브렛 모센 (2000–2001)
- 앤디 포클래드 (2002–2004)
- 리코 라이스 (1999, 2007–2008)
- 리처드 아스케이 (2009)
- 오베드 콤피언 (2005–2006, 2010)
- 리카르도 로페스 (2011)
- 브렌트 굴렛 (2012)

## 경기장
- 내슈빌 및 프랭클린 (테네시주) 소재 경기장 (1990–1996)
- 프랭클린 (테네시주) 소재 경기장 (1999–2000)
- Ezell Park; 내슈빌 (1997–1998, 2001–2011)
  - Siegel Park; 머프리즈버러 (테네시주) 5경기 (2007–2010)
- E.S. Rose Park; 내슈빌 (2012)

## 평균 관중 수
관중 수는 https://web.archive.org/web/20131208011525/http://www.uslsoccer.com/history/index_E.html의 역사적 경기 기록에서 각 팀이 자체적으로 보고한 홈 경기 관중 수를 평균하여 계산된다.
- 2005: 307
- 2006: 392 (PDL 8위)
- 2007: 361
- 2008: 308
- 2009: 162
- 2010: 215
- 2011: 349